# イサ・アバス
イサ・アバス（Issah Abass、1998年9月26日 - ）は、ガーナ・クマシ出身のサッカー選手。GDシャヴェス所属。ポジションはフォワード。

## 経歴
ガーナでプレーしていたアバスは、2017年、オリンピア・リュブリャナにスカウトされ、同クラブにレンタルで加入した。リュブリャナでは1度のスロベニアリーグとスロベニア・カップの獲得に貢献した。
2018年8月31日、1.FSVマインツ05に5年契約で移籍した。
2019-20シーズンはFCユトレヒトにレンタル移籍した。